# Fórum

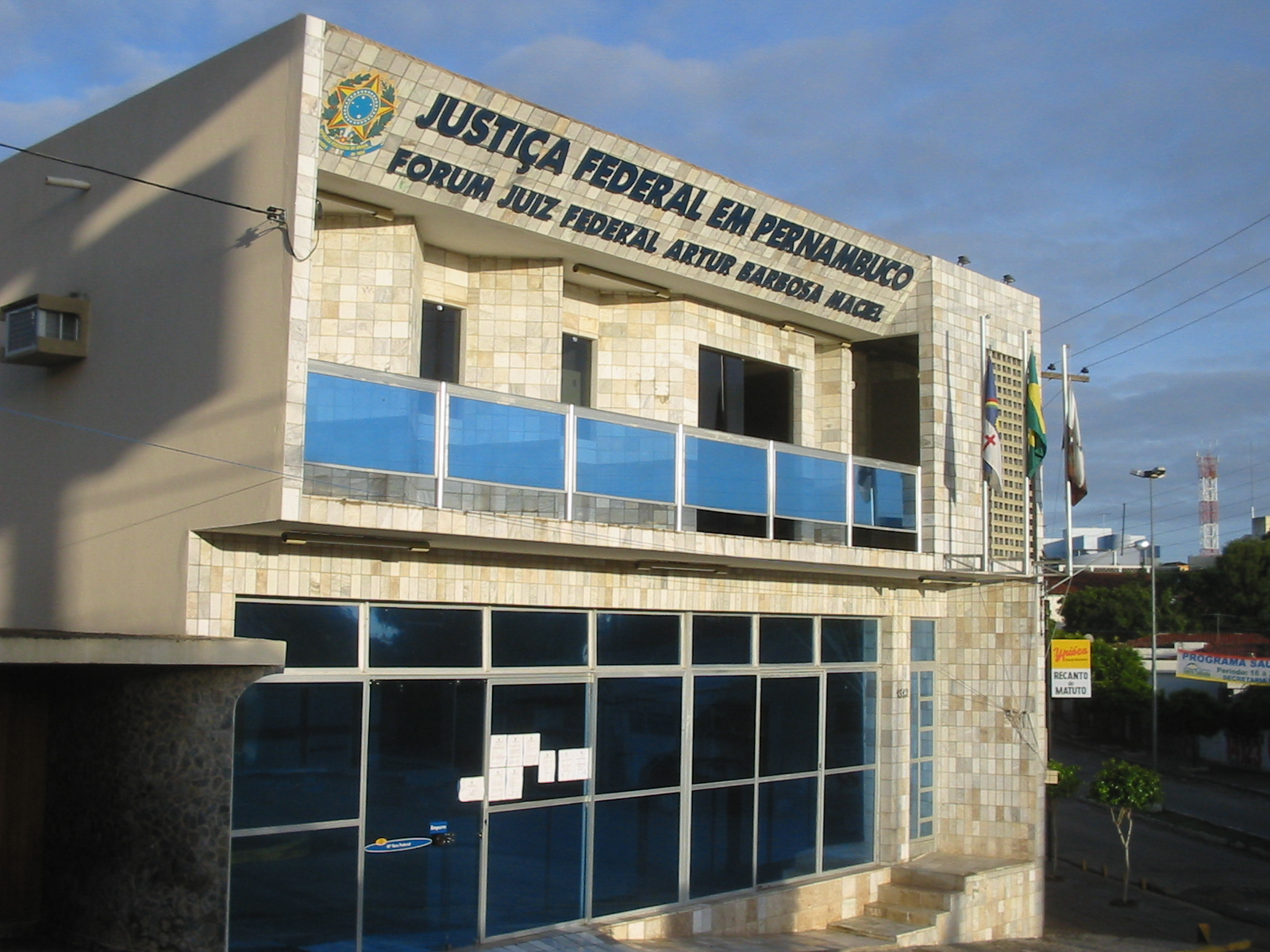
Fórum federal em Serra Talhada, no Brasil.

Fórum ou foro (dito /'fɔ.ɾu/, como em logo) (ambos, aportuguesamentos do termo latino forum) é o edifício em que estão sediadas as instalações do Poder Judiciário, onde trabalham os magistrados ou onde funcionam os tribunais judiciais de determinada localidade. Corresponde ao que, em Portugal, é designado por palácio da Justiça. Os termos "fórum" e "foro" também podem remeter ao sentido de jurisdição.

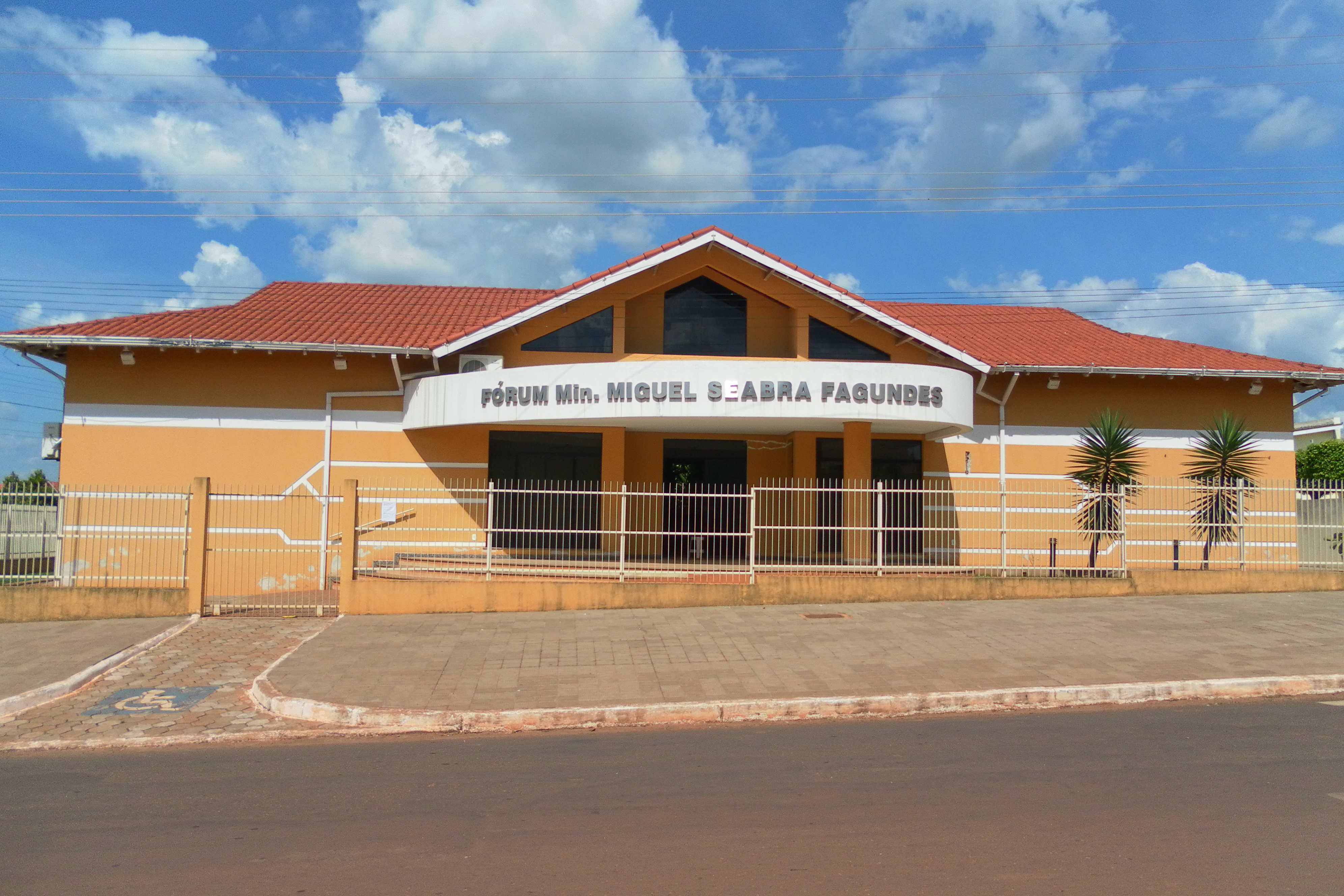
Palacetinho do fórum de Espigão d'Oeste, em Rondônia.

## História
Originalmente, um fórum era a região central das localidades do Império Romano onde costumavam ficar situados os edifícios administrativos e judiciais, além dos principais estabelecimentos de comércio. Era a praça principal da cidade, o centro político, religioso, económico e social da mesma. Era o equivalente à ágora grega.

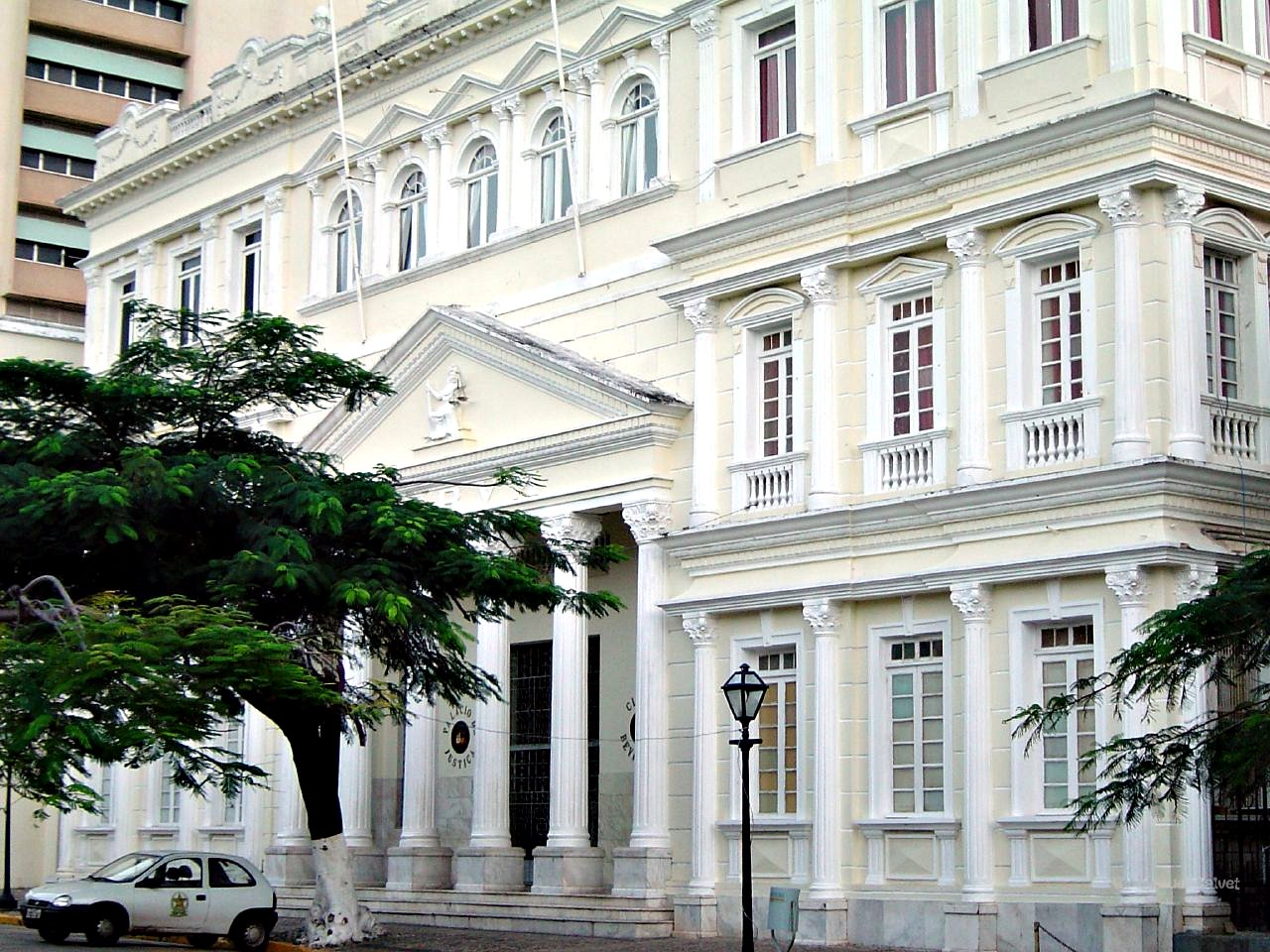
Fórum de São Luís.